# 더 포그
《더 포그》(영어: The Fog)는 2005년 개봉한 미국의 초자연 공포 영화이다. 1980년 존 카펜터 감독 영화 《안개》의 리메이크 작품이다.

## 출연진
- 톰 웰링
- 매기 그레이스
- 셀마 블레어
- 디레이 데이비스
- 케네스 웰시
- 에이드리언 허프
- 세라 보츠퍼드
- 라데 셰르베지야
- 매슈 커리 홈스
- 소니아 베넷
- 메건 헤펀

## 기타 제작진
- 협력 제작: 셰인 리치스
- 배역: 어맨다 매키 존슨, 캐시 샌드리치
- 미술: 마이클 다이너, 그레이엄 머리
- 의상: 모니크 프뤼돔